# بيتي جيمس
بيتي جيمس (بالإنجليزية: Betty James)‏ هي سيدة أعمال أمريكية، ولدت في 13 فبراير 1918 في ألتونا في الولايات المتحدة، وتوفيت في 20 نوفمبر 2008 في فيلادلفيا في الولايات المتحدة.

## وصلات خارجية
- بيتي جيمس على موقع إن إن دي بي (الإنجليزية)